# Ephesia jonasii
Ephesia jonasii är en fjärilsart som beskrevs av Butler 1877. Ephesia jonasii ingår i släktet Ephesia och familjen nattflyn. Inga underarter finns listade i Catalogue of Life.